# جون باركر
جون باركر (بالإنجليزية: John Barker)‏ (4 يوليو 1948 في المملكة المتحدة - 1 ديسمبر 2004) هو لاعب كرة قدم بريطاني في مركز الدفاع. لعب مع سكونثورب يونايتد ونادي سكاربورو.

## وصلات خارجية
- جون باركر على موقع قاعدة بيانات كرة القدم.إي يو (الإنجليزية)